# Istituto Internazionale per gli Studi sulla Pace e lo Sviluppo
L'Istituto Internazionale per gli Studi sulla Pace e lo Sviluppo (in inglese, International Institute of Peace and Development Studies - IIPDS) è un istituto di ricerca indipendente specializzato nel campo della pace, dei conflitti e dello sviluppo, con sede a Bangkok. L'Istituto è stato fondato nel 2005 dalla Asian Resource Foundation (ARF), per offrire corsi e seminari su studi di pace, sviluppo e diritti umani in tutta l'Asia. IIPDS sviluppa anche parte delle sue attività di ricerca attraverso la pubblicazione di riviste e lavori scientifici  . 

## Storia e governance
L'International Institute for Peace and Development Studies è stato fondato nel 2005 dalla Asian Resource Foundation (ARF), un'organizzazione internazionale fondata nel 1996 e il cui obiettivo è fornire un'iniziativa L'Asia deve soddisfare le esigenze delle comunità vulnerabili in materia di educazione dei figli, diritti dei bambini, emancipazione delle donne e sviluppo della leadership giovanile  . IIPDS è stato quindi creato per soddisfare l'esigenza di formazione e ricerca nel campo della pace e dello sviluppo al fine di fornire supporto scientifico a tutte le questioni umanitarie contemporanee  . 
Abdus Sabur è attualmente condirettore dell'International Institute for Peace and Development Studies e segretario generale dell'ARF  . 

## Formazione
La principale attività di formazione di IIPDS è la School of Peace Studies and Conflict Transformation che si svolge una volta all'anno presso la sede IIPDS a Bangkok. Lanciata nel 2006, questa scuola annuale si concentra sulla formazione di meccanismi per la comprensione della pace e dei conflitti in contesti internazionali e locali, sulla trasformazione positiva dei conflitti e sulla prevenzione della violenza  . 

## Ricerca
Oltre alle pubblicazioni periodiche dell'IIPDS, l'Istituto pubblica regolarmente relazioni su argomenti specifici, nonché libri che compilano diverse opere di ricercatori, in collaborazione con l'ARF  . 